# Giętlewo
Giętlewo (deutsch Güntlau) ist ein kleines Dorf in der polnischen Woiwodschaft Ermland-Masuren. Es gehört zur Gmina Ostróda (Landgemeinde Osterode in Ostpreußen) im Powiat Ostródzki (Kreis Osterode in Ostpreußen).

## Geographische Lage
Giętlewo liegt am südöstlichen Rand des Landschaftsschutzparks Kernsdorfer Höhen (polnisch Park Krajobrazowy Wzgórz Dylewskich) im Südwesten der Woiwodschaft Ermland-Masuren, 21 Kilometer südlich der Kreisstadt Ostróda (deutsch Osterode in Ostpreußen).

## Geschichte
Das vor 1785 Grünthlau, nach 1785 Günthlau und nach 1820 Gintlau genannte Dorf bestand in seinem Kern aus mehreren großen und kleinen Höfen. Von Bedeutung wurde später die 750 Meter südlich des Dorfs gelegene Erziehungsanstalt. Der Gutsbezirk Güntlau kam 1874 zum neu errichteten Amtsbezirk Marwalde (polnisch Marwałd) im Kreis Osterode in Ostpreußen. Per 30. März 1875 wurde der Gutsbezirk Güntlau in die gleichnamige Landgemeinde umgewandelt. 1910 zählte Güntlau 76 Einwohner.
Am 30. September 1928 vergrößerte sich die Landgemeinde Güntlau um die eingegliederte Nachbargemeinde Klonau (polnisch Klonowo) – allerdings um den Preis, dass die Gemeinde nun den Namen „Klonau“ übernehmen musste.
Nach Überstellung des Dorfs 1945 zusammen mit dem ganzen südlichen Ostpreußen in Kriegsfolge an Polen wurde Güntlau – nun mit der polnischen Namensform „Giętlewo“ – wieder ein eigenständiger Ort. So wie Klonowo ist auch Giętlewo eine Ortschaft innerhalb der Gmina Ostróda (Landgemeinde Osterode in Ostpreußen) im Powiat Ostródzki (Kreis Osterode in Ostpreußen), bis 1998 der Woiwodschaft Olsztyn, seither der Woiwodschaft Ermland-Masuren zugehörig. Im Jahre 2011 zählte Giętlewo 85 Einwohner.

## Kirche
Bis 1945 war Güntlau in die evangelische Kirche Marwalde (polnisch Marwałd) in der Kirchenprovinz Ostpreußen der Kirche der Altpreußischen Union sowie in die römisch-katholische Kirche Pronikau (polnisch Prątnica) eingepfarrt.
Gegenwärtig gehört Giętlewo katholischerseits zur Pfarrei Marwałd im Erzbistum Ermland, evangelischerseits zur Kirche in Gardyny ((Groß) Gardienen), einer Filialkirche der Heilig-Kreuz-Kirche Nidzica (Neidenburg) in der Diözese Masuren der Evangelisch-Augsburgischen Kirche in Polen.

## Verkehr
Giętlewo liegt wenige Kilometer nördlich der Woiwodschaftsstraße 537 und ist von Marwałd aus direkt zu erreichen. Auch vom Nachbarort Janowo (Johannisberg) führt eine Straßenverbindung nach Giętlewo. Eine Anbindung an den Bahnverkehr besteht nicht mehr, seitdem die 1910 eröffnete Bahnstrecke Osterode–Soldau mit der nächsten Bahnstation Klonau 1945 in Kriegsfolge geschlossen und zwischenzeitlich demontiert wurde.